# Palazzo Barbarigo della Terrazza

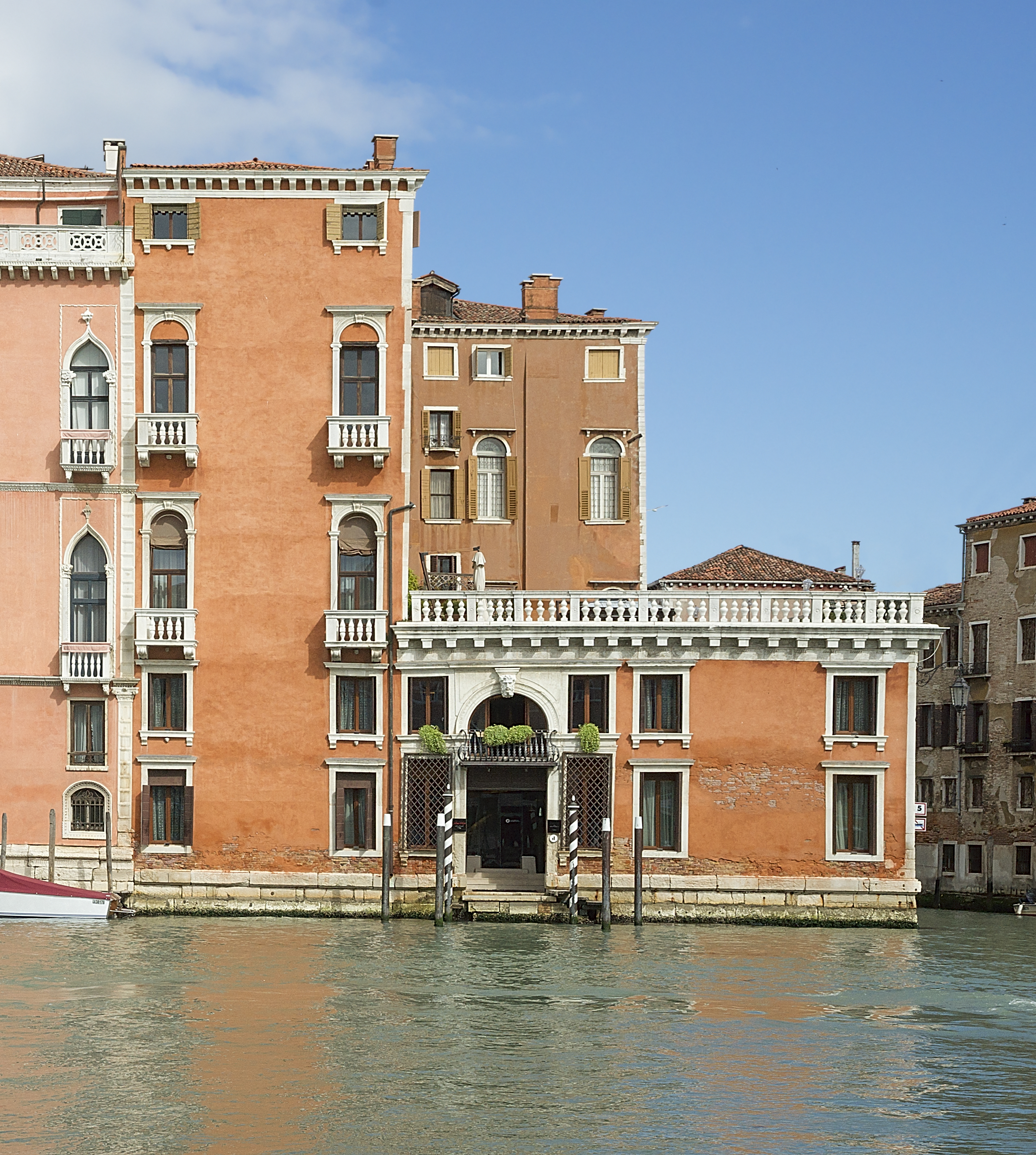
Facciata sul Canal Grande.

Palazzo Barbarigo della Terrazza è un palazzo di Venezia, ubicato nel sestiere di San Polo e affacciato sul rio di San Polo e sul Canal Grande tra Palazzo Pisani Moretta e Ca' Cappello.

## Storia
Palazzo Barbarigo fu edificato attorno agli anni 1568 - 1569, su progetto di Bernardino Contin per volontà di Daniele Barbarigo, esponente della nobile famiglia Barbarigo, la quale già possedeva i due edifici che occupavano il luogo ove sarebbe stato eretto questo palazzo. Negli anni, il palazzo divenne sede di un'importante pinacoteca privata, andata dispersa nel corso del XIX secolo. Essa venne accumulata dal figlio di Daniele, di nome Cristoforo Barbarigo.
Nel 1739 venne celebrato il matrimonio fra Filippo Barbarigo, appartenente alla famiglia proprietaria del palazzo, e Chiara Pisani Moretta, appartenente alla famiglia allora possedente il palazzo attiguo. In tale occasione, i due edifici vennero uniti con dei passatici, ossia dei passaggi aerei che permettevano il transito da un edificio all'altro passando sopra la stretta calle che li separa, detta Ramo Pisani Barbarigo. I passaggi esistono tuttora, ma sono stati murati, in quanto gli edifici attualmente sono di differenti proprietari.
Il palazzo ha subito un frazionamento ed è stato soggetto a numerosi passaggi di proprietà. Oggi ospita ai piani inferiori il Centro Tedesco di Studi Veneziani (qui fondato nel 1972) ed un hotel, mentre il secondo piano è di proprietà della famiglia Loredan.

## Architettura
Il palazzo presenta un'inedita piantina "a L", dovuta alla presenza a livello del primo piano nobile di una grande terrazza con vista sul Canal Grande e sul rio di San Polo: tale elemento è la peculiarità che distingue l'edificio anche nel nome. Essa si sviluppa per 24 metri lungo il rio di San Polo e per 14 lungo il Canal Grande. Essa era fino a pochi decenni fa adibita a giardino pensile. Il palazzo risulta essere ben sviluppato in altezza: è composto da cinque livelli quali piano terra, mezzanino, due piani nobili e sottotetto per la servitù.
Una facciata poco sviluppata in larghezza guarda sul Canal Grande, dove confina con Palazzo Pisani Moretta: essa, disadorna, ha due monofore a tutto sesto balaustrate per ciascuno dei due piani nobili.
La facciata principale, che guarda sul rio, è simmetrica e di impostazione rinascimentale, con due ordini di quadrifore balconate ai piani nobili e, al piano terra, un grande portale a tutto sesto con mascherone in chiave, uguale a quello affacciato sul canale, sotto la terrazza. Ai lati della terrazza si aprono altri due portali di dimensioni minori. A sinistra si sviluppa un corpo più basso, di soli due piani, sovrastato dalla terrazza che è delimitata da una bianca balaustra.
Malgrado la dissipazione ottocentesca della pinacoteca dei Barbarigo, che portò alla dispersione della gran parte del patrimonio artistico, all'interno del palazzo sono conservati stucchi e decorazioni di diverse epoche, tra cui opere di Vincenzo Guarana, figlio del più celebre Jacopo. Tali opere raffigurano i fasti della famiglia proprietaria, quella dei Barbarigo. I dipinti più pregiati sono L'incoronazione del doge Marco Barbarigo e Il doge Agostino Barbarigo riceve da Caterina Cornaro la corona di Cipro, ma potrebbero essere state da lui in prevalenza realizzate anche due sopraporte ovali a monocromo con personificazioni allegoriche. In particolar modo, il primo piano conserva decori originali e una collezione di dipinti con ritratti di dogi racchiusi con cornici lignee.

## Pinacoteca
La celebre pinacoteca fu accumulata in gran parte grazie all'opera di Cristoforo Barbarigo. Nel 1845 era formata da 102 tele realizzate da artisti come Giorgione, Giovanni Bellini, Palma il Vecchio, Rubens, Guido Reni e Tiziano, ma venne venduta nel 1850 da Nicolò Giustinian, l'allora proprietario del palazzo, allo zar Nicola I per la cifra di 562 000 lire austriache. La presenza di 17 opere realizzate da Tiziano fece ipotizzare a qualche critico del passato che il celebre pittore avesse avuto uno studio nel palazzo. Alcune opere sono oggi visibili all'Hermitage di San Pietroburgo.